# Anholt og havet nord for
Anholt og havet nord for este o arie protejată (arie specială de conservare — SAC, sit de importanță comunitară — SCI) din Danemarca întinsă pe o suprafață de 13.357 ha, din care 86 % marine.

## Localizare
Centrul sitului Anholt og havet nord for este situat la coordonatele 56°44′28″N 11°34′24″E / 56.741111°N 11.573333°E.

## Înființare
Situl Anholt og havet nord for a fost declarat sit de importanță comunitară în mai 1998 pentru a proteja 3 specii de animale. Situl a fost protejat și ca arie specială de conservare în decembrie 2011.

## Biodiversitate
Situată în ecoregiunile continentală și marină Atlantică, aria protejată conține 17 habitate naturale: Dune de coastă cu Juniperus spp., Dune mobile cu vegetație embrionară, Vegetație psamofilă uscată cu pășuni deschise de Corynephorus și Agrostis, Dune de coastă fixe cu vegetație erbacee („dune gri”), Dune cu Salix repens ssp. argentea (Salicion arenariae), Dune mobile de-a lungul țărmului cu Ammophila arenaria („dune albe”), Dune fixe decalcificate cu Empetrum nigrum, Depresiuni intradunale umede, Lagune de coastă, Recifuri, Vegetație psamofilă uscată cu Calluna și Empetrum nigrum, Bancuri de nisip acoperite în permanență slab de apă marină, Mlaștini împădurite, Dune împădurite din regiunile atlantică, continentală și boreală, Vegetație anuală la limita mareei, Vegetație perenă pe țărmurile stâncoase, Pajiști umede nord-atlantice cu Erica tetralix.
La baza desemnării sitului se află mai multe specii protejate de  mamifere (3): Halichoerus grypus, focă obișnuită (Phoca vitulina), marsuin (Phocoena phocoena).